# E. Cardon Walker
E. Cardon Walker, genannt Card Walker, (* 9. Januar 1916 in Rexburg, Idaho; † 28. November 2005 in La Cañada Flintridge, Kalifornien) war ein US-amerikanischer Manager.

## Leben
Card Walker startete seine Karriere 1938 im Postraum der Disney Corp. und arbeitete sich im Konzern hoch. Nach dem Tode von Roy O. Disney wurde Walker einer der führenden Manager der Walt Disney Company. Er war 1971–1977 Präsident von Disney, 1977 bis 1983 CEO und von 1980 bis 1983 Aufsichtsratsvorsitzender. Er war zudem Mitglied des Exekutivkomitees des Los Angeles Olympic Organizing Committee und somit an der Organisation der Olympischen Sommerspiele 1984  beteiligt.
Walker war der Vater von Disney World in Florida, unter seiner Regie entstand Epcot in Florida, Tokyo Disneyland und der Disney Channel, das erste Kabel-TV von Disney.